# Potlogi
Potlogi é uma comuna romena localizada no distrito de Dâmboviţa, na região de Muntênia. A comuna possui uma área de 51,99 km² e sua população era de 8 292 habitantes segundo o censo de 2007.